# Les Pyramides
Pour les articles homonymes, voir Pyramide (homonymie).
Ne doit pas être confondu avec Pyramides d'Égypte.
Les Pyramides sont un quartier constitué d'un grand ensemble à Évry-Courcouronnes, en Essonne, en France. Il est considéré comme le quartier prioritaire le plus difficile d’Évry-Courcouronnes.
L'ensemble de bâtiments est labellisé « Patrimoine du XXe siècle » depuis 2008.

## Situation
Le quartier est situé sur le territoire de la commune déléguée d'Évry-Courcouronnes, issue de la fusion entre les communes d'Évry et de Courcouronnes. Constituant avec la Grande Borne
à Grigny et les Tarterêts à Corbeil-Essonnes l'un
des secteurs les plus difficiles de l'Essonne, Il est entouré par la route nationale 7 à l'est, le boulevard de l'Europe au sud et le boulevard des Champs-Élysées à l'ouest. Aujourd’hui classé en zone urbaine sensible le quartier chaud des Pyramides fait face à de nombreuses rixes.

## Histoire

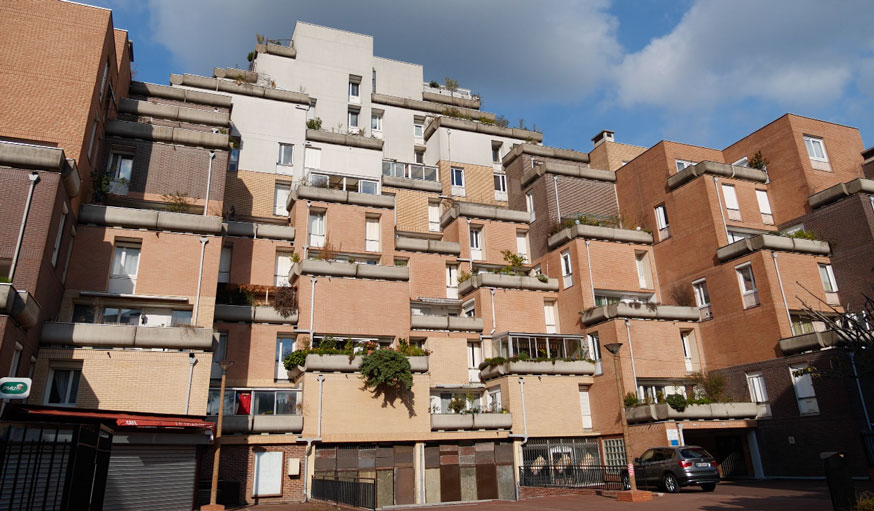
Une tour du quartier des Pyramides

Projet lancé en 1971 pour initialement sept mille logements, il fut ramené à deux mille cinq cents logements sur trois cent mille mètres carrés pour un coût global de 792 000 000 francs. Sur un plan approximativement carré, construit autour d’un plan d’eau artificiel cerné par une place, et entouré par le vaste parc des Loges, avec une terrasse par appartement et des allées piétonnes, disposant d’écoles maternelles et élémentaires, d’un collège et de commerces, il devait permettre de renouer avec l’esprit village. Les immeubles au plan pyramidal sont un empilement de module pré-construits implantés sur des poteaux et des dalles. La plupart furent imaginés par des architectes de renom, Michel Andrault et Pierre Parat, Michel Macary ou Paul Sirvin. Le quartier est conçu par les architectes comme une volonté de renouvellement du fonctionnalisme et de dépassement du style architectural brutaliste propre aux années 70. Ainsi le quartier des Pyramides se distingue par une structure atypique à mi-chemin entre habitat individuel et collectif. Les bâtiments sont conçus comme un empilement de maison individuelle avec jardin de ce fait, chaque appartement dispose d'une terrasse donnant l'effet de jardin suspendu. Les bâtiments sont très proche créant des allées sinueuses afin de rejeter la voiture hors du quartier et de créer un espace à l'usage exclusif des piétons.
Le 9 mars 1998, Sinan, un adolescent de 17 ans habitant la cité des Tarterêts à Corbeil-Essonnes, a été abattu d'un coup de fusil par un jeune d'une bande rivale du quartier des Pyramides, dans le centre commercial Évry 2.
Un jeune homme de 16 ans est décédé à Évry, dans la nuit de dimanche à lundi 6 mai 2006, peu après minuit, à la suite d'un coup de couteau mortel porté au niveau de la clavicule. Deux autres jeunes ont été blessés, également à l'arme blanche, l'un dans le dos et le second au visage. Rapidement hospitalisés,ils sont ressortis peu de temps après. Les premiers éléments de l'enquête ne permettent pas de connaître les motifs exacts de l'agression.
Un élément inquiète tout de même les autorités : la victime était originaire du quartier sensible des Pyramides à Évry, alors que son agresseur est issu du quartier du Canal à Courcouronnes.
Les faits remontent précisément au 23 décembre 2002, aux alentours de 18 heures. Entre 15 et 30 jeunes de Grigny prennent place dans le bus 402 pour aller en découdre avec des jeunes des Pyramides à Évry. Une expédition punitive qui ferait suite à une agression dont aurait été victime un adolescent de Grigny.
Lorsque le bus arrive à Évry, rue Jean-Renoir, la bande repère quatre ou cinq jeunes des Pyramides, montés à l'avant du véhicule. L'affrontement est très violent. Un adolescent d'Évry, âgé de 13 ans, est blessé d'un coup de couteau qui lui vaudra sept jours d'incapacité totale de travail (ITT). Deux coups de pistolet à gaz sont également tirés durant l'échauffourée. C'est finalement grâce à la vidéosurveillance mise en place dans les bus de la Tice que les policiers parviendront à identifier et arrêter les deux jeunes, âgés de 16 et 20 ans.

## Population et société

### Population et société
Aujourd’hui classé quartier prioritaire et zone franche urbaine, il concentre dix mille habitants sur cinquante-trois hectares, habitant pour 52 % des logements sociaux. Un taux de chômage de 19,1 % en 1999, 24,7 % de non-diplômés entraînent un revenu annuel médian par ménage particulièrement faible de 8 564 euros et la non-imposition de 57,4 % des ménages en 2004. En 1999, le quartier concentre 45,1 % d’habitants de moins de vingt-cinq ans.

## Culture locale et patrimoine

### Lieux et monuments

#### Lucarne magique

Représentation graphique de « la lucarne magique »

En avril 2021, un « jeu de la fenêtre » devient l'objet d'un engouement sur les médias sociaux et reçoit une couverture médiatique importante. Il consiste à tirer et faire rentrer un ballon de football dans la fenêtre du local à poubelle de l'immeuble sis 24 rue Jules-Vallès depuis le trottoir d'en face. Désormais surnommée « la lucarne magique », « la lucarne enchantée » ou bien « la fenêtre d'Évry », l'origine de ce défi remonte à une vidéo postée en décembre 2019 dans laquelle un habitant nommé Djibril, surnommé « l’ancien », interpellé par des cris, intervient et réussit à rentrer le ballon du premier coup,,,.

#### Lieux
Comme dans la plupart des quartiers, les Pyramides à Évry-Courcouronnes regorge de surnoms. Des surnoms pas toujours très glorieux, mais qui représentent le quartier. Il y a ceux qui désignent la cité dans sa globalité et ceux qui servent à nommer des endroits particuliers. Le diminutif le plus commun est « les Pyras ». S’ensuit toute une déclinaison : « Pyracrimes », qui tire son nom d’une musique de rap, d’un rappeur du même quartier. De même pour « Pyragansta » qui constituait la quasi-totalité d’un refrain.

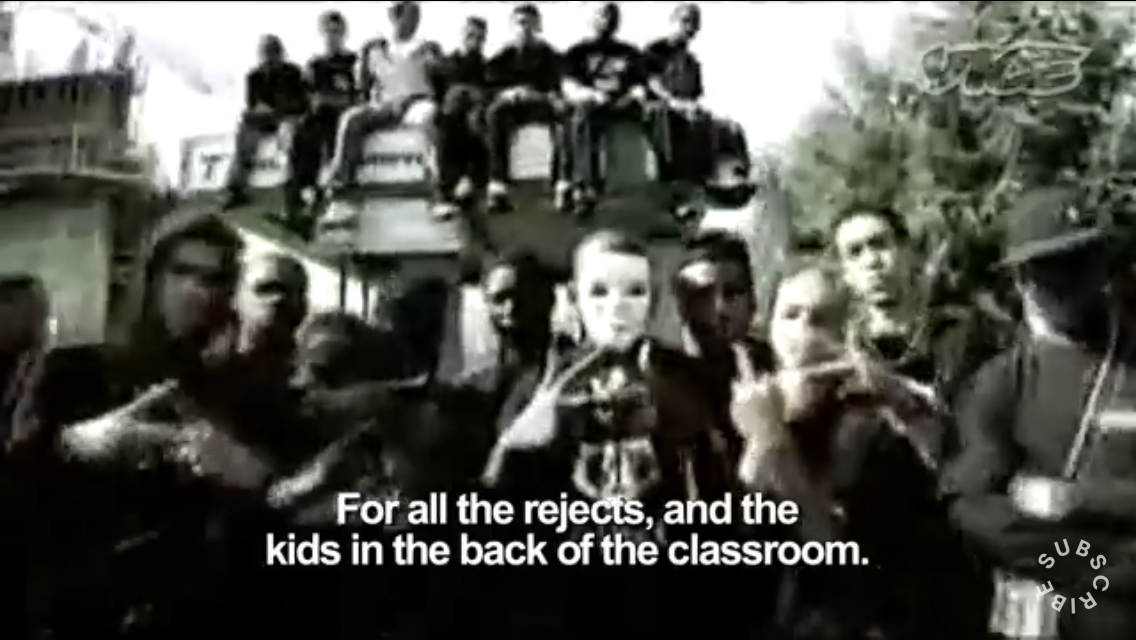
Signe de gang traçant le mot « Pyramides »

De plus, on se réfère à certains endroits par des lettres, par exemple DNG, qui signifie « Da North Gang », ou encore DRG, qui veut dire « dragon », tiré d'odonymes comme « Allée du Dragon » ou « square du Dragon ». On trouve également J-V pour la place Jules Vallès où se trouvent commerces, arrêts de bus et lieux de rendez-vous. De même, les « Miroirs » désigne une autre partie du quartier qui surplombe un arrêt du bus du même nom.
Ce quartier est connu en bonne partie pour sa rivalité avec les bandes des tarterêts à Corbeil-Essonnes. Il est identifié par un signe des doigts traçant le mot « Pyramides ». Pour montrer et répondre aux bandes des Pyramides leurs rivalités, les bandes des tarterêts surnomé TZ « Tarterêts Zoo » créent un signe des doigts traçant le mot « Zoo » et un autre signe des doigts apparaît au fur et à mesure des années de conflit traçant le mot « anti-Pyramides ».

### Personnalités liées au quartier
- Alkpote (1981-), rappeur.
- Cortex (1981-), rappeur et phénomène internet.
- Ziak (1997-), rappeur.

Les Pyramides a été une source d'inspiration pour de nombreux rappeur comme Niska, originaire de la même ville, ou encore Booba le géant du rap français n'a pas pu s'empêcher de parler de la rivalité de bande entre Les Pyramides et Les Tarterets à Corbeil-Essonnes : "Guerre sans relâche comme Pyramides contre les Tarterêts"

## Statut patrimonial et juridique
Le grand ensemble fait l'objet d'une labellisation « Patrimoine du XXe siècle » depuis le 16 décembre 2008, en tant que propriété à la fois publique et privée.